# Mammohke
Mammohke (originalstavning Maammohke, äldre benämning Mammoken) är ett fjäll i Frostvikens socken i Strömsunds kommun i Jämtlands län. Fjället har en höjd på 849 meter över havet och är beläget sydost om Frostvikens, Strömsunds kommuns och nordligaste Jämtlands högsta fjäll Sielkentjakke. Mellan Mammohke och Sielkentjakke ligger ett bergspass som passeras av en led som i västlig riktning går till Sielken och Ankarede och som i ostlig riktning går till Sielkentjakkestugan och Härbergsdalen. 
Mammohke har en dramatisk profil om man befinner sig vid exempelvis Sielkentjakkestugan. Fjällets norra sida sluttar nämligen lodrätt ner mot bergspasset väster om stugan.

## Galleri

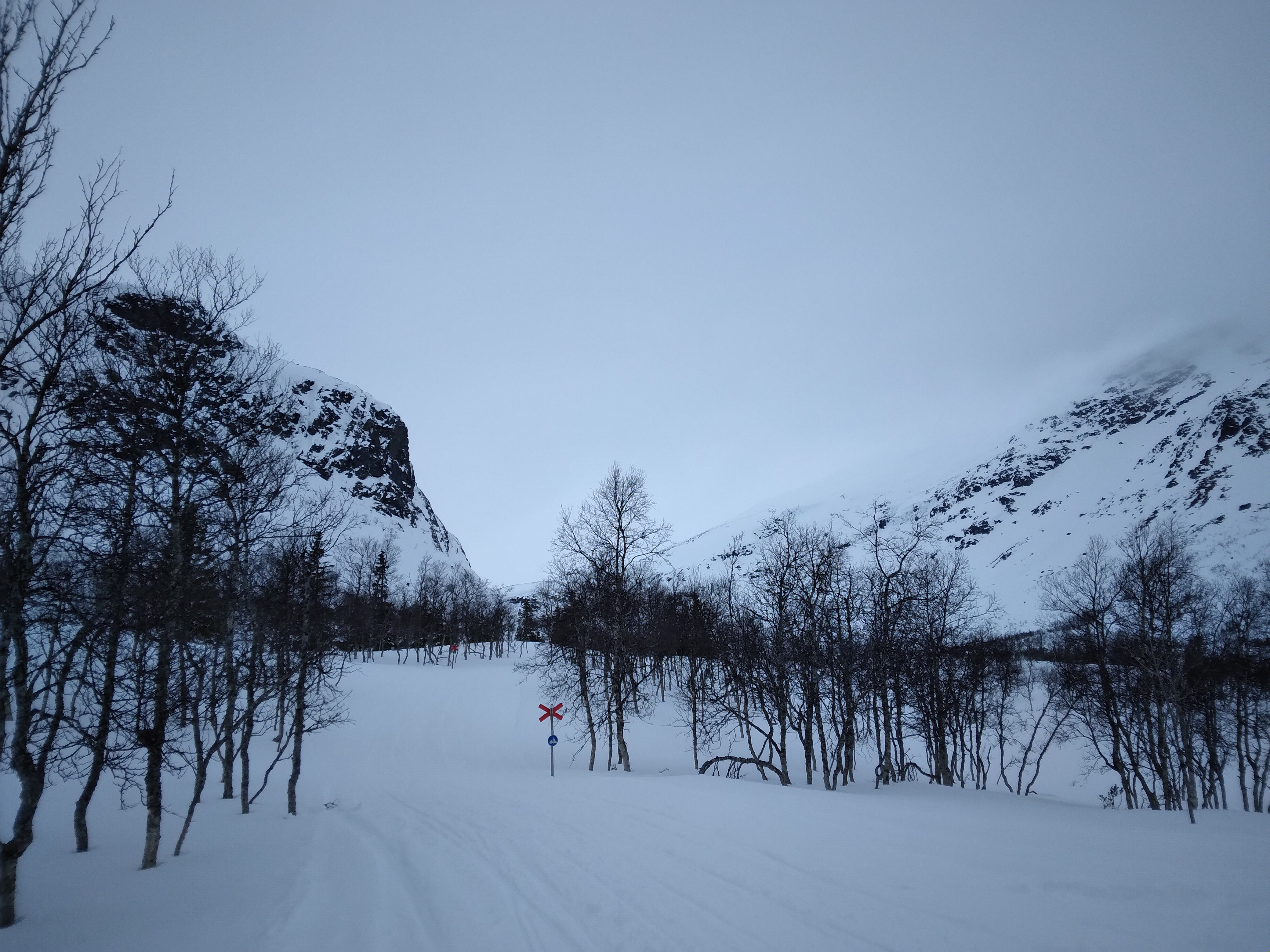
Mammohke till vänster med sin branta profil tillsammans med det ståtliga Sielkentjakke till höger
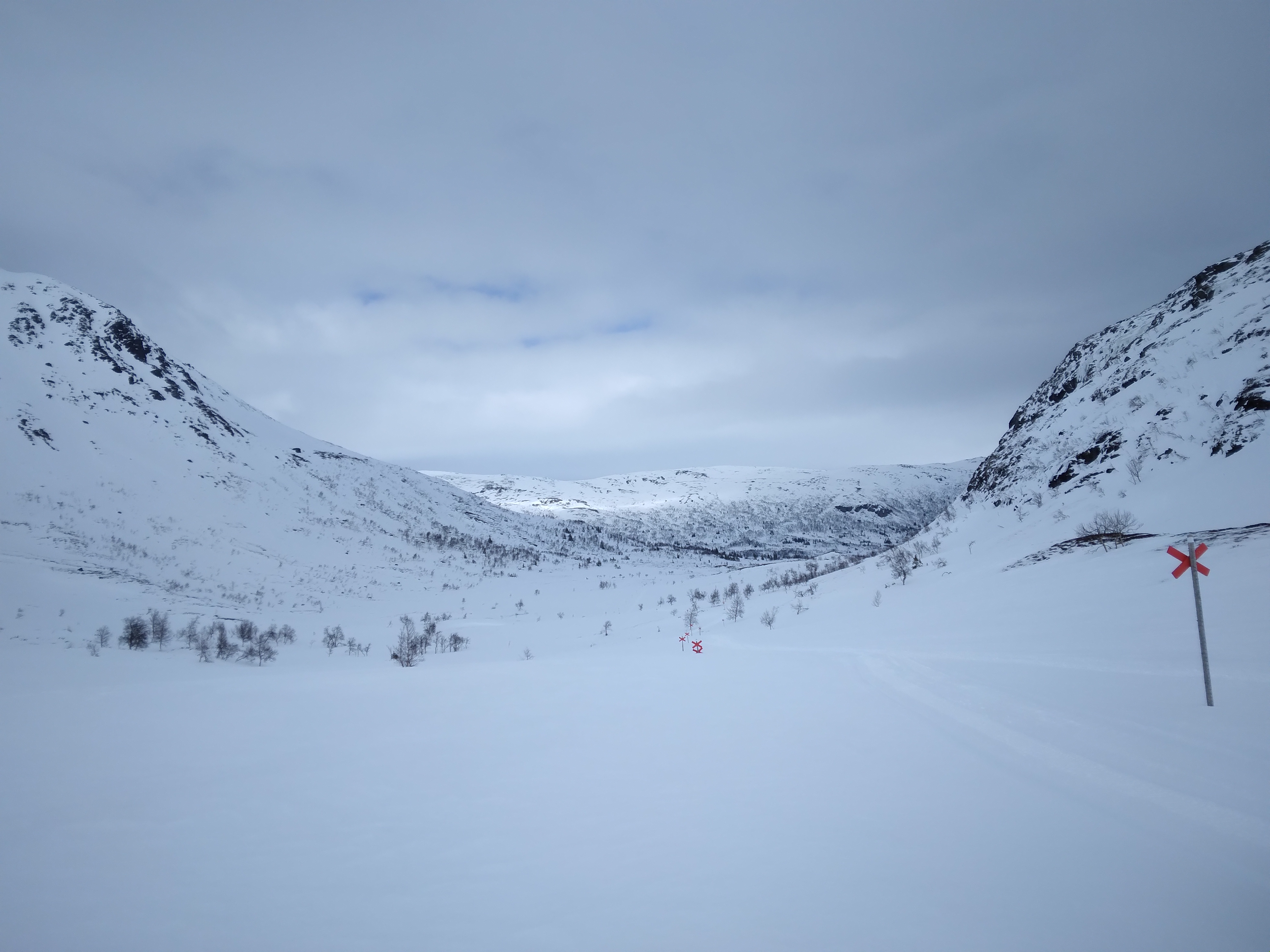
Bergspasset med Mammohke till höger och Sielkentjakke till vänster